# Макарий (епископ Вологодский)
Епи́скоп Мака́рий — епископ Русской православной церкви, епископ Вологодский и Великопермский.
Упоминается в числе епископов, участвовавших в Соборе 1568 года, на котором митрополит Филипп выступил против опричнины.
При епископе Макарии начато и закончено в Вологде возведение нового кафедрального собора Софии Премудрости Божией (1568—1570).
Присутствовал на Соборе 1572 года, разрешившем царю Ивану Грозному, вопреки каноническим правилам, вступить в четвёртый брак.

## Сочинения
- Устав о соборной службе // Библиотека Академии наук, Архангельское собрание. — № 219. — Л. 245—264.
- Жалованная грамота Кирилло-Белоезерскому монастырю от 24 марта 1574 года // Акты, собранные в библиотеках и архивах Российской империи Археографическою экспедициею императорской Академии наук: в 4 т. — СПб., 1836. — Т. 1, № 287.
- Благословенная грамота священнику Парфению Пантелеймонову от 14 сентября 1572 года // Акты юридические, или собрание форм старинного делопроизводства. — СПб., 1838, № 389.